# Asiosilis
Asiosilis es un género de coleóptero de la familia Cantharidae.

## Especies
Las especies de este género son:
- Asiosilis bandarensis
- Asiosilis basitestacea
- Asiosilis bicicatricosa
- Asiosilis bicolorimembris
- Asiosilis bicornuta
- Asiosilis birmanica
- Asiosilis borneensis
- Asiosilis carinensis
- Asiosilis celebensis
- Asiosilis ceylonica
- Asiosilis championi
- Asiosilis cicatricosa
- Asiosilis cochleata
- Asiosilis dehraduna
- Asiosilis diehli
- Asiosilis ekisi
- Asiosilis furcata
- Asiosilis fuscitarsis
- Asiosilis granulata
- Asiosilis himalaica
- Asiosilis impressicornis
- Asiosilis incarinata
- Asiosilis incisa
- Asiosilis infrapunctata
- Asiosilis kanaraensis
- Asiosilis lateridentata
- Asiosilis latimanus
- Asiosilis manipurensis
- Asiosilis meridiana
- Asiosilis monstrosicornis
- Asiosilis multituberculata
- Asiosilis newtoni
- Asiosilis nigricornis
- Asiosilis nodosicornis
- Asiosilis obscuritarsis
- Asiosilis ochraceipennis
- Asiosilis parentalis
- Asiosilis polingensis
- Asiosilis quopensis
- Asiosilis ranuensis
- Asiosilis robustior
- Asiosilis sakaiorum
- Asiosilis samangana
- Asiosilis sanguinea
- Asiosilis sarawakana
- Asiosilis semibrunnescens
- Asiosilis septemcrassa
- Asiosilis simplex
- Asiosilis singularicornis
- Asiosilis sparsetuberculata
- Asiosilis staehelini
- Asiosilis stylifera
- Asiosilis testacea
- Asiosilis thailandica
- Asiosilis tuberculata
- Asiosilis unifossulata
- Asiosilis unilamellata
- Asiosilis waterstradti
- Asiosilis wegneri
- Asiosilis wuermlii